# Балдово (Поморське воєводство)
Балдово (пол. Bałdowo, нім. Baldau) — село в Польщі, у гміні Тчев Тчевського повіту Поморського воєводства.
Населення — 715 осіб (2011).
У 1975-1998 роках село належало до Гданського воєводства.

## Демографія
Демографічна структура станом на 31 березня 2011 року:
|          | Загалом | Допрацездатний вік | Працездатний вік | Постпрацездатний вік |
| -------- | ------- | ------------------ | ---------------- | -------------------- |
| Чоловіки | 358     | 91                 | 234              | 33                   |
| Жінки    | 357     | 66                 | 237              | 54                   |
| Разом    | 715     | 157                | 471              | 87                   |